# Fotografía en color

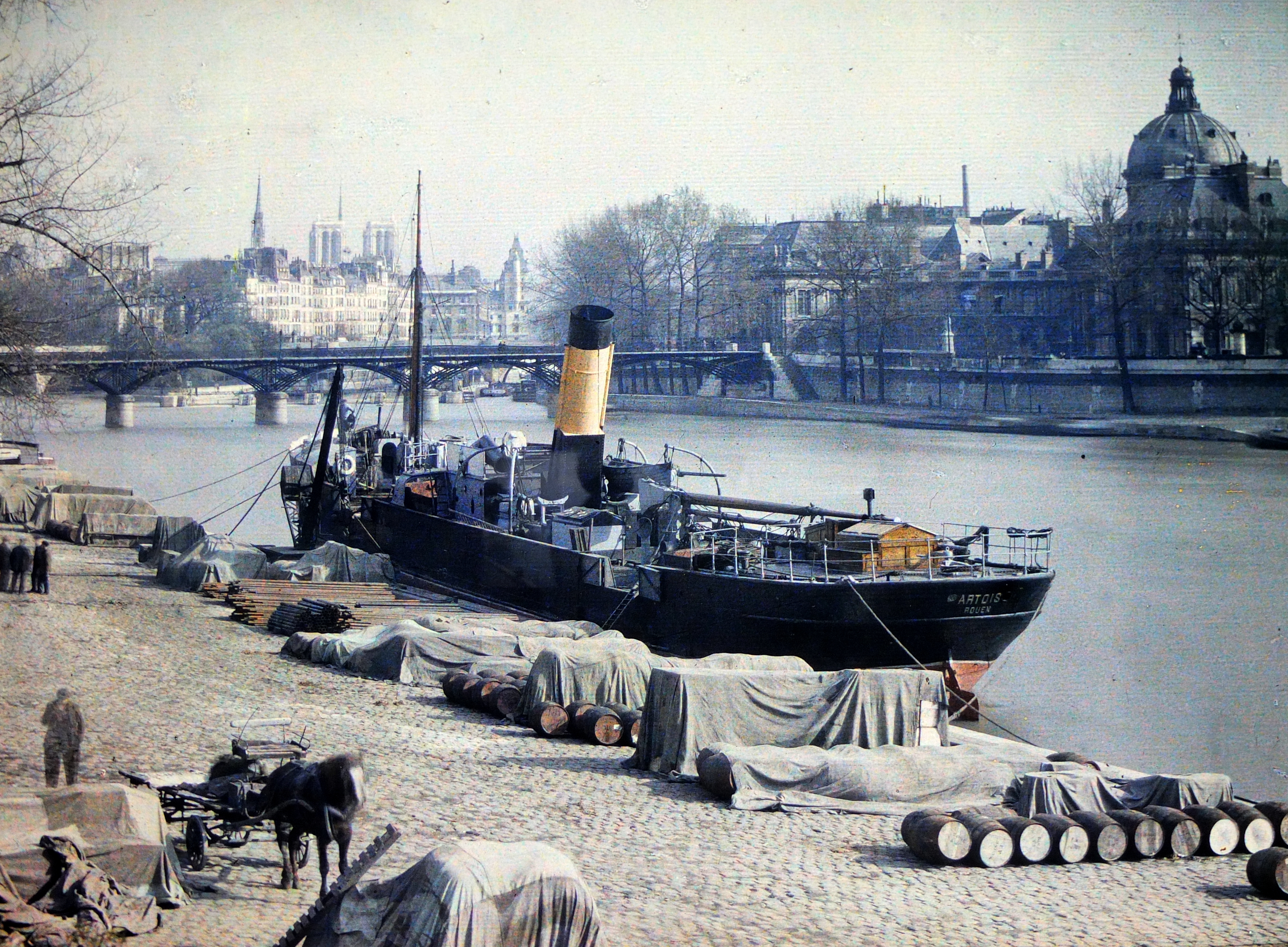
Vista de París en 1918, en placa autocroma Lumière, por el fotógrafo Auguste Léon. Museo Albert-Kahn.

La fotografía en color se experimentó en la segunda mitad del siglo XIX, en laboratorios aislados. El primer procedimiento comercial, accesible a todos los fotógrafos desde 1907, fue la placa autocroma Lumière, en soporte de vidrio.
A partir de 1935 triunfaron las diapositivas en color Kodachrome, pero la fotografía en blanco y negro siguió siendo mayoritaria. La fotografía en color es la forma predominante de las tomas fotográficas desde la década de 1970.

## Primeras fotografías experimentales
La fotografía en colores fue estudiada a lo largo del siglo XIX. Experimentos iniciales en color no pudieron fijar muy bien la fotografía ni prevenir que el color se desvaneciera. Además, hasta los años 1870 las emulsiones disponibles no eran sensibles a la luz roja o verde.

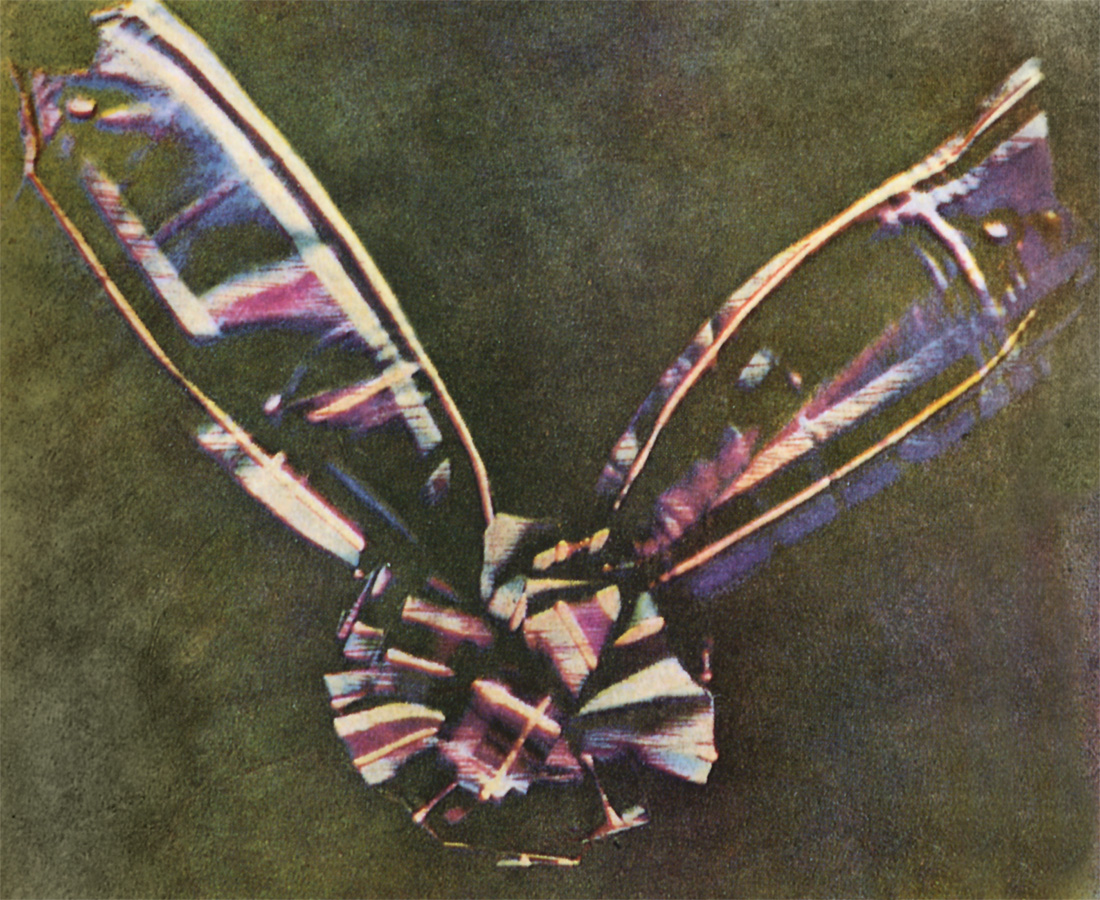
La primera fotografía en color permanente, tomada por James Clerk Maxwell en 1861.

La primera fotografía con color permanente fue tomada en 1861 por el físico escocés James Clerk Maxwell. Presentó su método aditivo de fotografía en color en Londres, con la intención de demostrar que cualquier color podía obtenerse mezclando luces de los tres colores luz primarios (rojo, verde y azul) en diferentes proporciones. Probó la teoría haciendo pasar la luz a través de filtros coloreados combinados y proyectando el resultado en una pantalla. Fue el primer sistema aditivo aplicado a la fotografía en color y recibió el nombre de tricromía. La fotografía en color que realizó Maxwell fue a partir de tres fotografías sucesivas cada vez con la lente tras un filtro diferente: rojo, amarillo y azul. Cada una de las tres imágenes se proyectaba sobre la misma pantalla con la luz del color del filtro que se había empleado para tomarla. La fotografía se llamó Tartan Ribbon y está considerada como la primera fotografía de color permanente. Esta todavía puede verse en la Universidad de Cambridge. El procedimiento tiene un fundamento científico, pero el experimento resultó por pura coincidencia, ya que la emulsión utilizada por Maxwell poseía una sensibilidad cromática insuficiente.
Varios métodos patentables para producir imágenes fueron ideados desde 1862 por dos inventores franceses (quienes trabajaban independientemente), Louis Ducos du Hauron y Charles Cros. Basándose en el método sustractivo, utilizaron tres negativos del mismo tema a través de un filtro colocado entre la placa y el objetivo. Un selector apropiado interceptaba uno de los colores primarios para cada negativo. El positivo transparente se obtenía con la utilización del colorante correspondiente al color que representaba cada negativo. Luego las imágenes eran sobrepuestas y entregaban una fotografía única conteniendo todos los colores. La complejidad de este método, que requería, como el de Maxwell, la utilización de varios negativos, y la carencia en esa época de emulsiones sensibles, hicieron que la fotografía en color fuera muy difícil de realizar. No eran métodos prácticos ni comercializables.
En 1873 Hermann W. Vogel descubrió que la placa de colodión húmedo normalmente solo sensible al azul podía hacerse más sensible al verde tratándola con algunos tintes de anilina. Esto le llevó a la placa ortocromática, insensible al rojo y todavía supersensible al azul, pero ya se avanzaba en la dirección correcta. Más tarde (1884) logró sensibilizarla al naranja pero no será hasta 1906, que Wratten y Wainwright, en Londres, introduzcan la placa pancromática, sensible a todos los colores del espectro.

## Las placas autocromas Lumière. 1907-1935

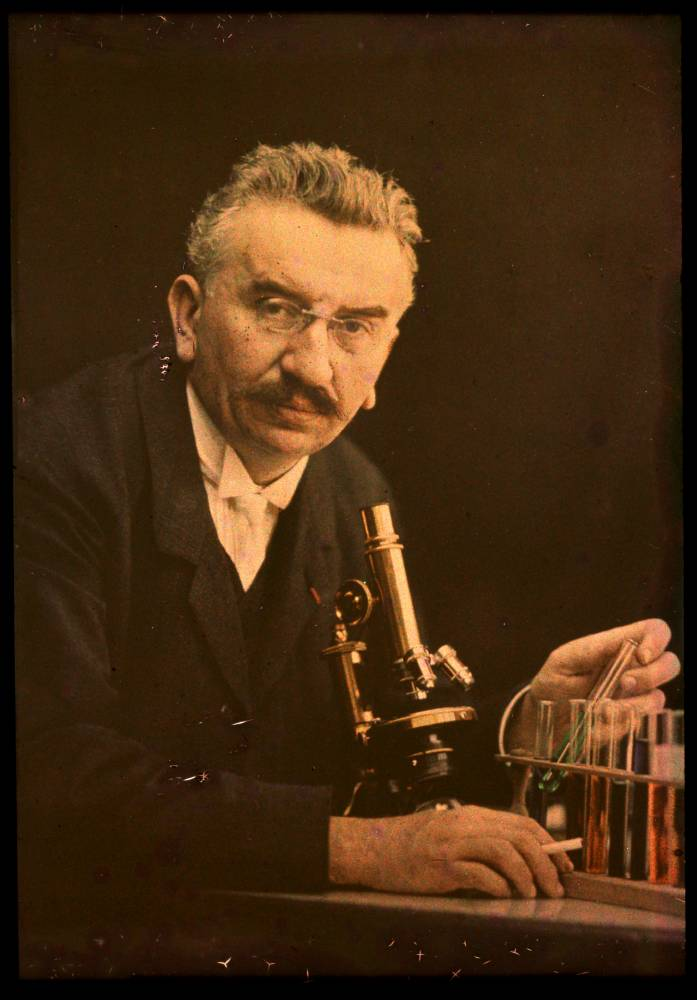
Retrato de Louis Lumière en placa autocroma, hacia 1910.

Las placas de vidrio Autochrome, o autocromas, salieron al mercado en 1907, siendo el primer sistema comercializado, y casi el único disponible en color hasta 1935. Se debió a la gran aportación de los franceses Auguste y Louis Lumière, que idearon un sistema de rejilla, en la cual la placa era recubierta de minúsculos gránulos de fécula de patata, teñidos. Las placas autocromas eran transparencias antecesoras de las diapositivas.
La mayor colección mundial de placas autocromas Lumière se conserva cerca de París, en el Museo Albert-Kahn, en Boulogne-Billancourt, con 72.000 autocromas. Entre todas esas imágenes, hay más de 660 de España, tomadas en los años 1914 y 1917, por los fotógrafos profesionales Auguste Léon y Georges Chevalier. Sus temas principales son vistas de ciudades y monumentos, y retratos colectivos de tipos populares. Por ejemplo, hay muchas imágenes de: Ávila, Bilbao, Burgos, Córdoba, Granada, León, Santiago de Compostela, Segovia, Sevilla, Toledo y otros lugares. En el mismo museo se conservan también autocromas de Argentina, Brasil y Uruguay.
Las placas autocromas fueron utilizadas principalmente por fotógrafos aficionados particulares, que las proyectaban en asociaciones como la Real Sociedad Fotográfica (RSF) de Madrid. Entre los autocromistas españoles destacó el arquitecto Narciso Clavería, que tenía el título nobiliario de Conde de Manila. Actualmente se conservan más de 700 autocromas realizadas por Clavería, en el Instituto del Patrimonio Cultural de España; entre las que destacan 65 vistas de la ciudad de Toledo y algunas de Talavera de la Reina y Madrid. El especial interés de Clavería por Toledo se debió a que la Compañía de los Ferrocarriles de Madrid a Zaragoza y a Alicante (MZA) le encargó construir una nueva estación ferroviaria en esa ciudad, que entró en servicio en 1919.

## En la Rusia imperial

Fotografía experimental en Rusia, entre los años 1909 y 1915, por Sergei Prokudin-Gorski.

Otro procedimiento de fotografía en color fue inventado por Serguéi Prokudin-Gorski, el cual consistía en tres exposiciones monocromas diferentes (negativos separados) de una escena a través de filtros rojos, verdes y azules. El propio inventor, entre los años 1909 y 1915, tomó imágenes de gran belleza a lo largo del imperio ruso, con la finalidad de proyectarlas en escuelas. Pero este sistema no se comercializó, y solo sus herederos conservaron sus imágenes. En 1948, la Biblioteca del Congreso de los Estados Unidos adquirió estas imágenes.

## La moderna película en colores

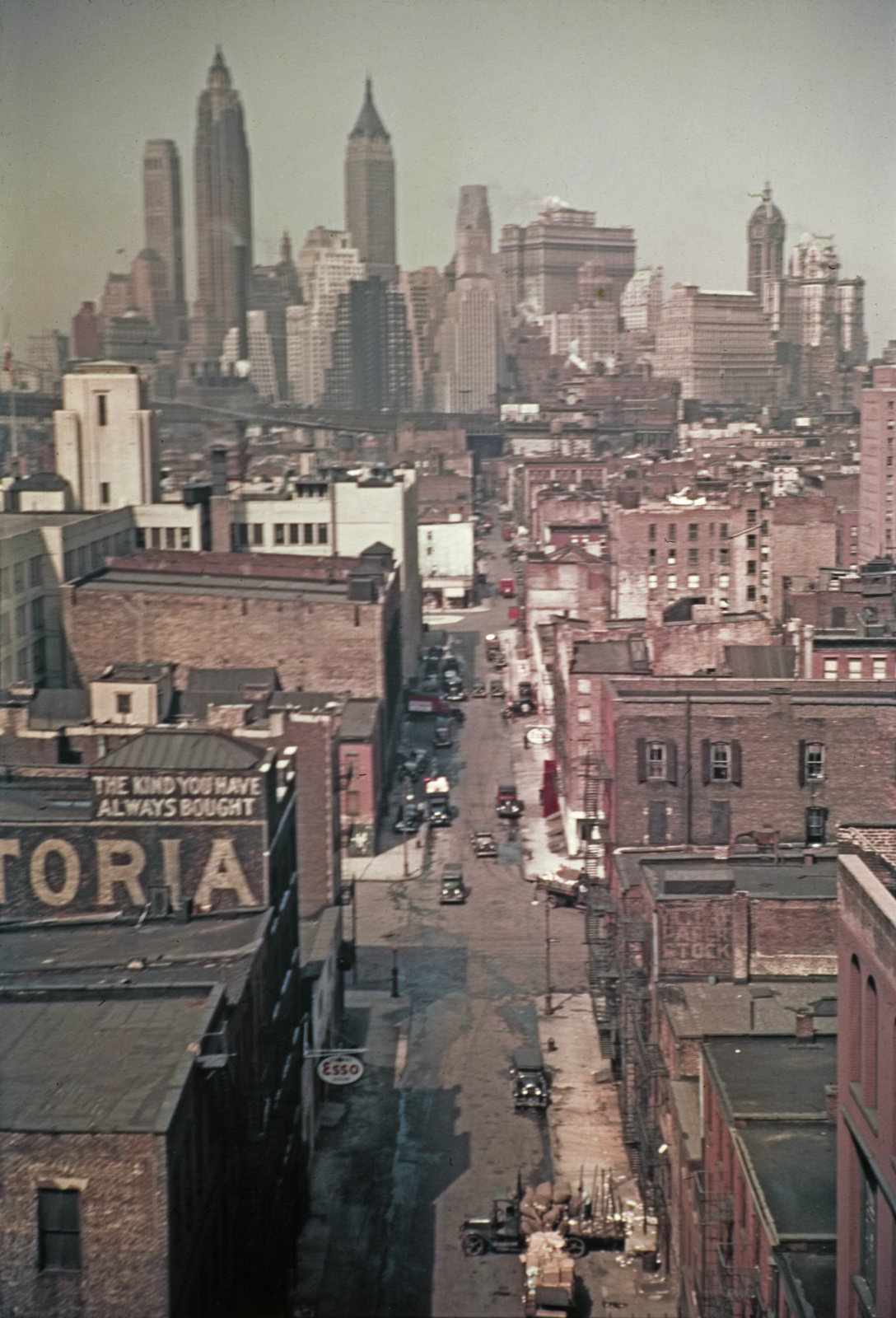
Fotografía en color, Agfacolor Neu, Manhattan, Nueva York, 1938

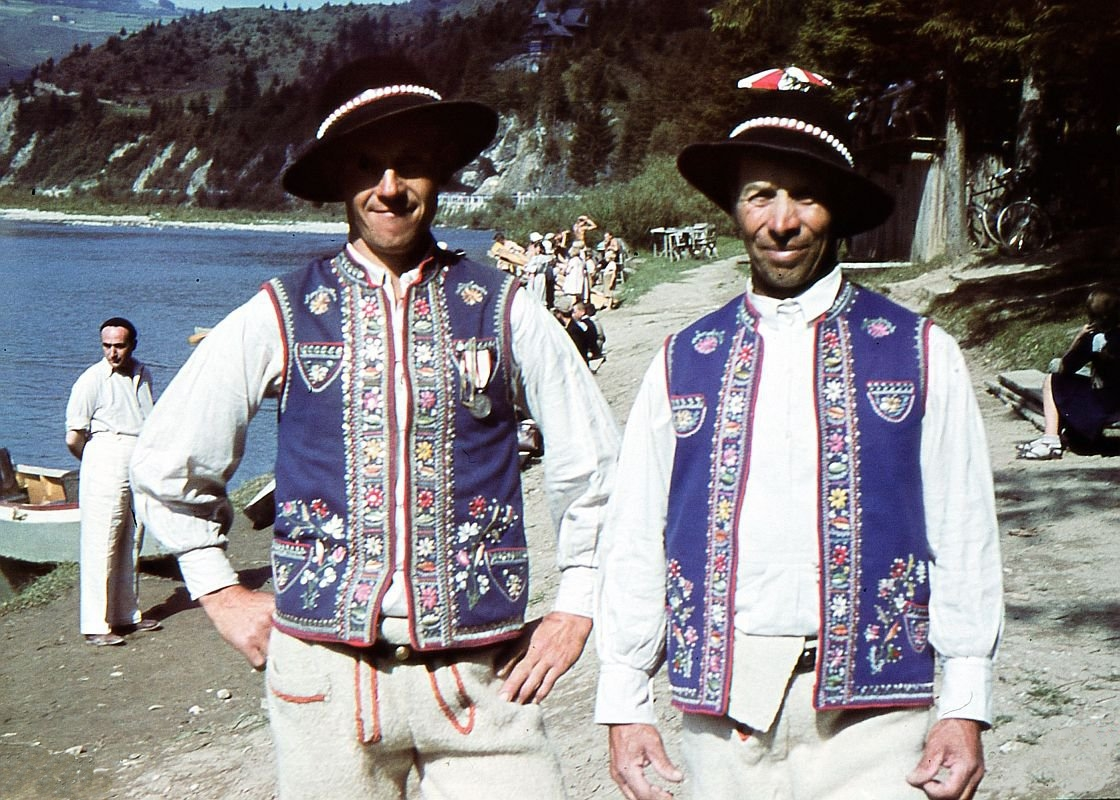
Fotografía en color, Agfacolor Neu, Polonia, 1939

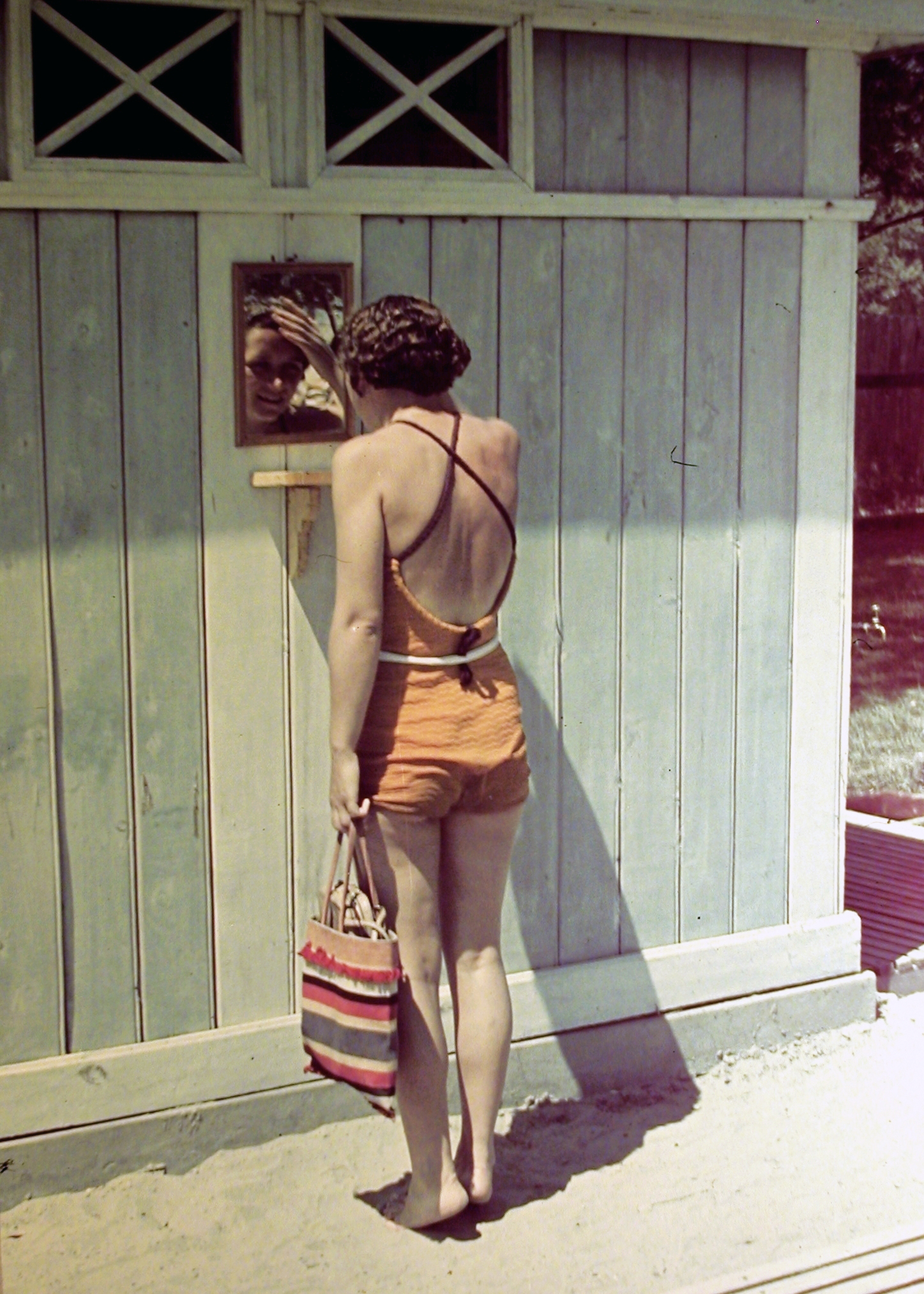
Fotografía en color, Agfacolor Neu, Hungría, 1939

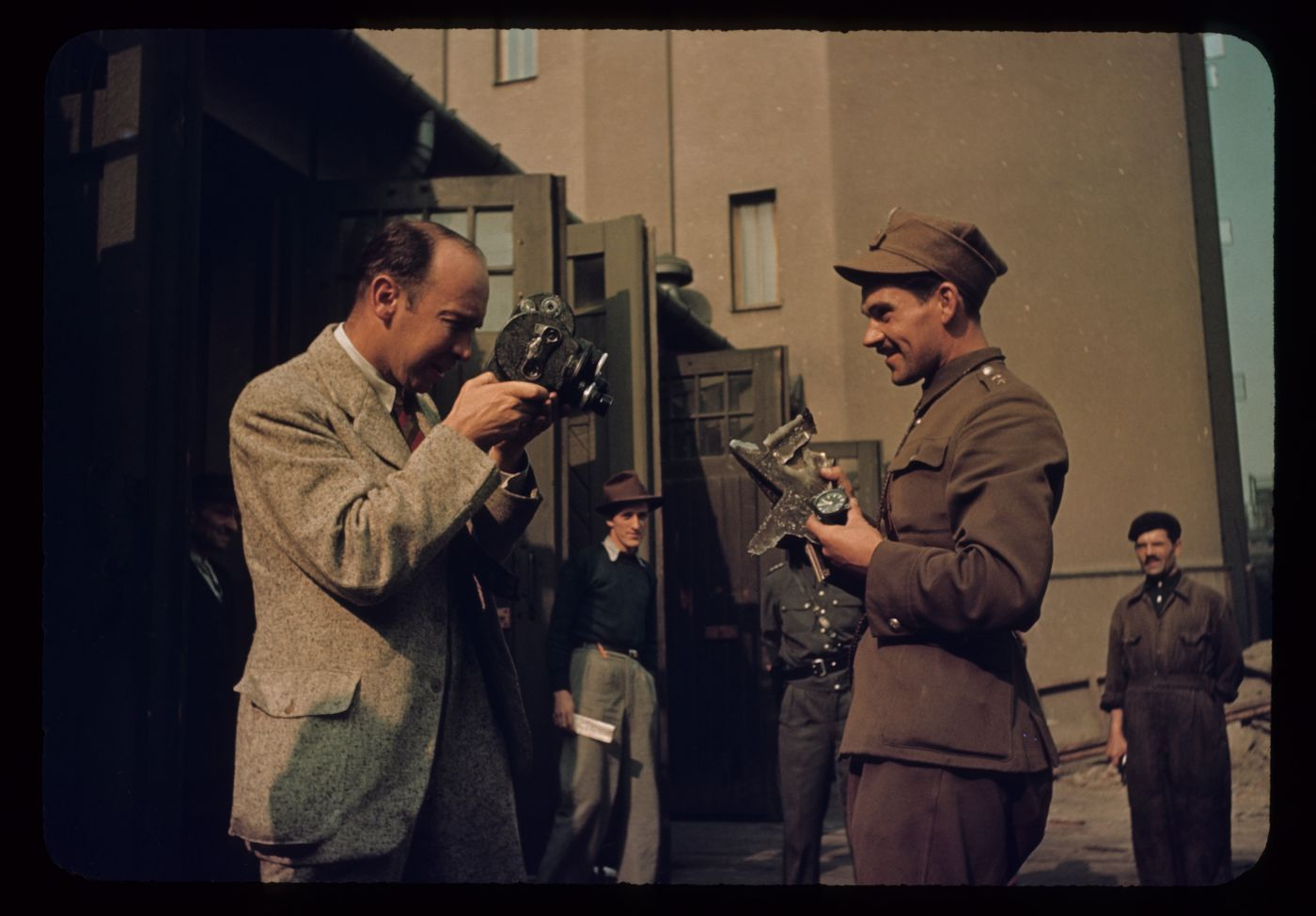
Fotografía en color, Kodachrome, Invasión de Polonia, 1939

La primera película diapositiva moderna en color fue la Kodachrome, la cual fue introducida en 1935 y fue basada en tres emulsiones coloreadas. La mayoría de las películas modernas en colores, exceptuando la Kodachrome, son basadas en tecnologías descubiertas por Agfacolor (como ‘Agfacolor Neue’) en 1936. (En esta nueva tecnología, los acopladores de color ya están incluidos en las capas de emulsión, en lugar de tener que ser cuidadosamente difuminadas durante el revelado.) En 1942 Eastman Kodak comenzó a producir películas negativas en color de las que se podían obtener copias positivas en color, la Kodacolor. La película instantánea en colores fue introducida por Polaroid en 1963.

## Sistemas y colores
Existen básicamente dos sistemas de colores:
1. Aditivo: los colores son añadidos como luces coloreadas. En este sistema, el conjunto básico de colores primarios son rojo, verde y azul.
2. Sustractivo: los colores son sustraídos de la luz blanca por teñido o pigmentos. En este sistema, el conjunto básico de colores primarios son cyan, magenta y amarillo. Ducos du Hauron realizó varias fotografías utilizando este método a finales del siglo XIX.

### Tipos de películas
Existen dos principales tipos de películas en colores utilizadas actualmente:
1. El negativo en color que crea una imagen en negativo cuando es expuesta la cual es fijada durante el revelado. Esta es luego expuesta en papel fotográfico para formar una imagen en positivo.
2. Película de inversión en color, también conocido como diapositiva, crea una imagen negativa cuando es expuesta, la cual es revertida a positiva en el proceso de revelado. La película puede ser proyectada en una pantalla.

Según su sensibilidad, puede haber películas que van desde 50 ASA a 1600ASA. ASA es el estándar de ISO. La sensibilidad determina la capacidad de captar luminosidad, necesitándose mayor o menor tiempo de exposición o apertura del diafragma. La definición de la película vendrá dada por el tamaño del grano. A menor sensibilidad menor grano y por lo tanto mejor calidad fotográfica en cuanto a nitidez. Solo queda decidirse por el resultado final de la imagen a la hora de elegir una u otra sensibilidad. A menor número ASA la sensibilidad es menor y por lo tanto se necesitará más luminosidad. Se puede decir que una película de 400ASA necesitará la mitad de luminosidad que una de 200ASA para obtener los mismos resultados en la imagen final.
Normalmente al introducir una película en la cámara esta detecta la sensibilidad de la película con un sistema DX de modo automático. No pasa nada si la cámara no dispone de este sistema o la película o no lo soporta. En este caso en la caja de la película aparece el siguiente logotipo DXN.

## La fotografía en color en la Segunda Guerra Mundial
AGFA presentó su película en color en 1936, la agfacolor de la cual proceden todos los procesos actuales de películas en color excepto la Kodachrome que fue presentada en ese mismo año por Kodak la cual fue inventada por dos músicos profesionales Mannes y Godosky, a la cual se le incorporaban los colorantes en el procesado (revelado) en lugar de en la fabricación.